# Научно-исследовательский институт электронной техники
Научно-исследовательский институт электронной техники (АО «НИИЭТ») — советский и российский институт, созданный 9 мая 1961 года как «Центральное конструкторское бюро» согласно Приказу по организации п/я 111 №204 и в соответствии с Постановлением Воронежского Совета Народного хозяйства.
Предприятие специализируется на разработке и производстве сложных изделий микроэлектроники специального и гражданского назначения:  микроконтроллеров, микропроцессоров,  цифро-аналоговых и аналого-цифровых преобразователей, интерфейсных интегральных микросхем, СВЧ-транзисторов и модулей усиления мощности СВЧ-диапазона.
C 2014 года АО «НИИЭТ» входит в структуру Объединённой приборостроительной госкорпорации Ростех.

В начале 2019 года АФК «Система» и Ростех завершили создание совместного предприятия в области микроэлектроники. Согласно соглашению 100% акций АО «НИИЭТ»  были переданы вновь созданной организации ГК «Элемент».

## История
В 1961 году при «Воронежском заводе полупроводниковых приборов» («ВЗПП») было учреждено Центральное конструкторское бюро.

Основной задачей предприятия в первые годы становления было создание и освоение серийного выпуска полупроводниковых приборов (диодов и транзисторов) на основе германия и кремния — сначала на базе изделий, разрабатываемых московским НИИ «Пульсар», а затем самостоятельно. Параллельно с этим проводились разработки нестандартного технологического оборудования для оснащения строящихся цехов и участков «ВЗПП».
В 1962 г. перед «ЦКБ при ВЗПП» была поставлена цель по разработке комплексно-механизированной линии по изготовлению наиболее массовых диодов Д226. Запуск комплексно-механизированной линии в производство обеспечил выпуск до 10 миллионов диодов Д226 в год.
В период 1963–1964 гг. с участием специалистов «ЦКБ на ВЗПП» было освоено серийное производство германиевых мощных транзисторов П213–П217, П602–П603, кремниевых транзисторов средней мощности П307–П309 и мощных транзисторов П702, 2Т903.
В 1965 году на предприятии были разработаны первые в СССР микросхемы диодно-транзисторной логики.

В 1964 году в ЦКБ при ВЗПП началась активная работа по созданию отечественной интегральной микросхемы. В отделе, занимающимся разработкой планарных транзисторов, была создана группа перспективной (критической) технологии во главе с Никишиным В. И. Целью работы этой группы было создание элементов твердых схем: диодов, транзисторов, резисторов.

В короткие сроки к декабрю 1965 года ученые разработали и получили опытные образцы полупроводниковых интегральных схем «Титан». В 1966 году образцы были переданы на завод в серийное производство. Таким образом, в Воронеже были созданы первые в СССР микросхемы диодно-транзисторной логики по твердотельной технологии с диэлектрической изоляцией компонентов серии 104.

В 1968 г. разработчиками «ЦКБ при ВЗПП» (В.Д. Скороходовым, А.И. Стояновым, С.А. Ереминым) были созданы и внедрены в производство первые ИС ОЗУ емкостью 16 бит по МОП-технологии. Впоследствии на базе МОП-технологии было реализовано целое поколение р-канальных, n-канальных и КМОП интегральных и больших интегральных схем (БИС).
В декабре 1969 года «ЦКБ при ВЗПП» вошло в состав НПО «Электроника».
В период 1967–1973 гг. было выполнено около 20 НИР и ОКР по созданию и внедрению в производство быстродействующих и маломощных ИС малой и средней степени интеграции серий 106, 134, 128, 149, 177,  – схем транзисторно-транзисторной логики, динамических логических схем, линейных схем и т.д.
В 70-е годы на предприятии были выполнены разработки цифровых ИС серий 531, 530, в 80-е — биполярных БИС серии 1804 на основе инжекционной логики.
В 1983 году ЦКБ стало самостоятельным предприятием: его переименовали в «Научно-исследовательский институт электронной техники».

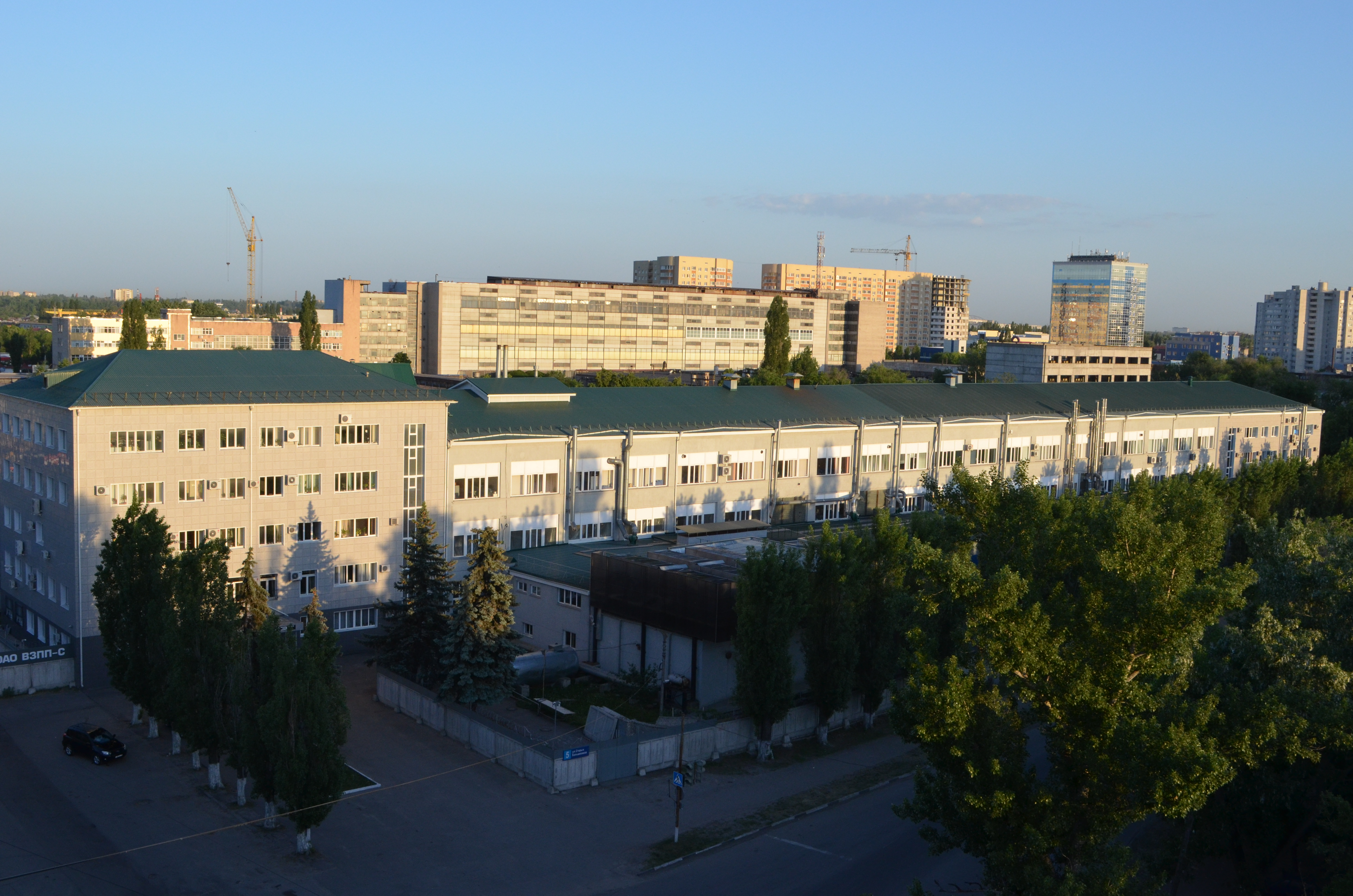
АО «НИИЭТ» (г. Воронеж, ул. Старых Большевиков 5)

В 1986 г. «НИИЭТ» приказом по Министерству электронной промышленности был определен головным предприятием отрасли по созданию цифровых процессоров обработки сигналов (DSP) для специальной техники.
В 1987 году в «НИИЭТ» была введена первая в стране линейка по производству кристаллов интегральных схем с топологическими нормами 2,0 мкм в чистых помещениях класса 10 площадью 1200 кв.м. (так называемый «финский» модуль).
В 1994 году «НИИЭТ» был переименован в Государственное предприятие «НИИЭТ» (ГП «НИИЭТ»). В 2002 году — в Федеральное государственное унитарное предприятие «НИИЭТ» (ФГУП «НИИЭТ»).
Начиная с 2003 года «НИИЭТ» приступил к разработке, а с 2005 года организовал производство современных мощных ВЧ и СВЧ полевых транзисторов по DMOS и LDMOS технологиям. При этом был достигнут максимальный уровень выходной мощности в непрерывном режиме в КВ-диапазоне — 600 Вт (транзистор 2П986АС); в МВ-диапазоне — 300 Вт (транзистор 2П979В); в ДМВ-диапазоне — 150 Вт (транзистор 2П980БС).
В октябре 2012 года институт был преобразован в ОАО «НИИЭТ».
В конце 2012 года предприятие вошло в интегрированную структуру Концерна «Созвездие», передав предприятию 99,99 % своих акций в уставном капитале.
В 2014 году ОАО «НИИЭТ» вошло в состав холдинга АО «Объединенная приборостроительная корпорация» (АО «ОПК») ГК «Ростех», объединившего научные и производственные предприятия радиоэлектронной промышленности России.
В августе 2016 года компания была переименована в АО «НИИЭТ».
В 2017 году АО «НИИЭТ» вошло в контур дивизиона ЭКБ и СВЧ радиоэлектроника АО «ОПК» ГК «Ростех». В том же году на предприятии было запущено производство нитрид-галлиевых транзисторов (GaN-транзисторов) для создания сетей связи 5G и нового поколения систем радиолокации.
В 2019 году по соглашению АФК «Система» и Ростех АО «НИИЭТ» перешел из Концерна «Созвездие» во вновь созданное совместное предприятие ООО «Элемент».

## Санкции
В 2022 году институт был включен в санкционные списки США на фоне вторжения России на Украину, так как компоненты АО “НИИЭТ” используются в российских системах вооружения.

## Основные виды деятельности
- разработка и производство интегральных микросхем (в т.ч. устойчивых к воздействию спецфакторов);
- разработка и производство ВЧ и СВЧ-транзисторов, модулей усиления мощности СВЧ-диапазона;
- испытание, измерение и сертифицирование отечественных и импортных электронных компонентов.

## Продукция
За период своего существования институтом было создано более 250 типономиналов изделий.
Максимальная производственная мощность: около 300 000 единиц изделий в год.
Виды продукции
- 8,16,32- разрядные микроконтроллеры;
- 16,32- разрядные процессоры цифровой обработки сигналов;
- цифро-аналоговые преобразователи;
- аналого-цифровые преобразователи;
- интерфейсные интегральные микросхемы;
- ВЧ и СВЧ-транзисторы диапазона частот 0-12000 МГц с выходной мощностью от 0,5 до 800  Вт непрерывного и импульсного режимов работы;
- модули СВЧ-усилителей мощности с выходной мощностью от 5 до 2000 Вт.

Сводные характеристики производимых изделий
1. Микроконтроллеры (в т.ч. с повышенной стойкостью к воздействию спецфакторов):
Разрядность: 8,16,32- разрядные;

Тактовая частота: от 8 до 200 МГц;

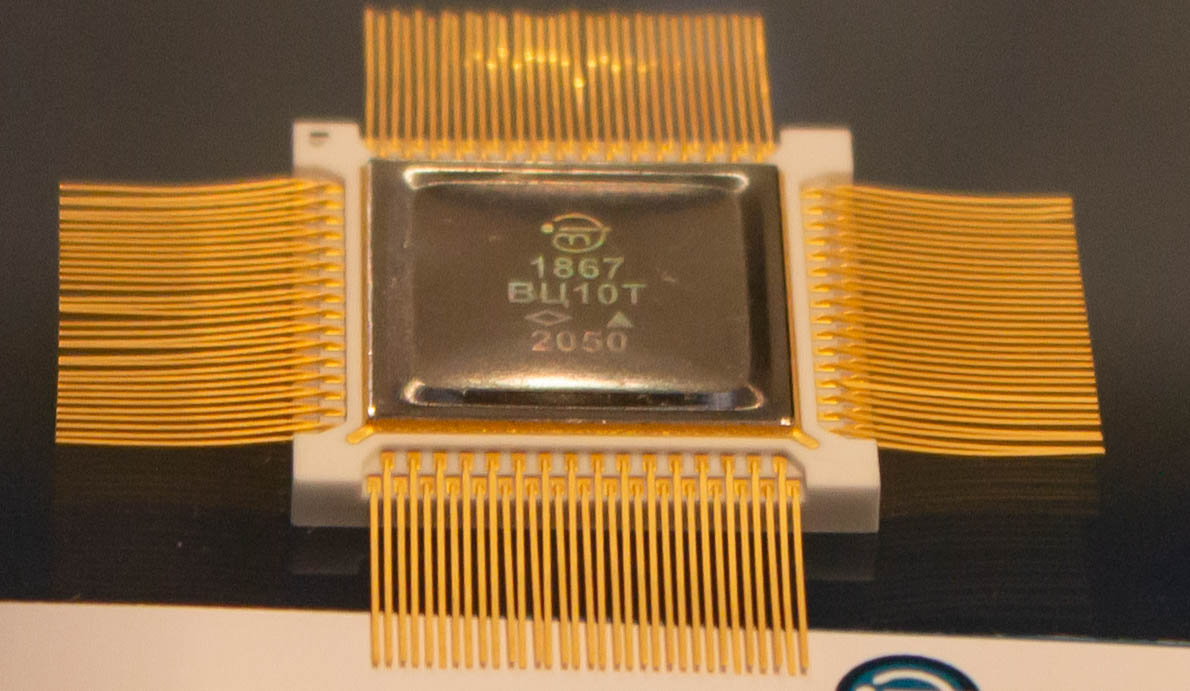
Процессор цифровой обработки сигналов 1867ВЦ10Т

Напряжение питания: 1,2В; 1,8В; 3,3В; 5В;

Архитектуры: MCS 51 (Intel), ARM (ARM Limited), AVR-RISC (Atmel), MCS-96, С-166/167, RISC (32 бит), CISC+RISC MCS-96 (32 бит) и др.
2. Процессоры цифровой обработки сигналов (в т.ч. с повышенной стойкостью к воздействию спецфакторов):
Разрядность: 16,32- разрядные;

Тактовая частота: от 12 до 200 МГц;

Напряжение питания: 1,2В; 1,8В; 3,3В; 5В;

Архитектуры: С-25(16 бит), С-50(16 бит), С-54(16 бит), F-240(16 бит), C-30(32 бит), C-40(32 бит), Sparc LEON(32 бит).
3. Аналого-цифровые преобразователи: 16- разрядные. 
4. Цифро-аналоговые преобразователи (в т.ч. с повышенной стойкостью к воздействию спецфакторов): 8-24- разрядные. 
5. ВЧ и СВЧ-транзисторы
Диапазон частот: от 0 до 12 ГГц;

Выходная мощность 0,5-1000Вт.

Типы: 
- Биполярные транзисторы (Bipolar);

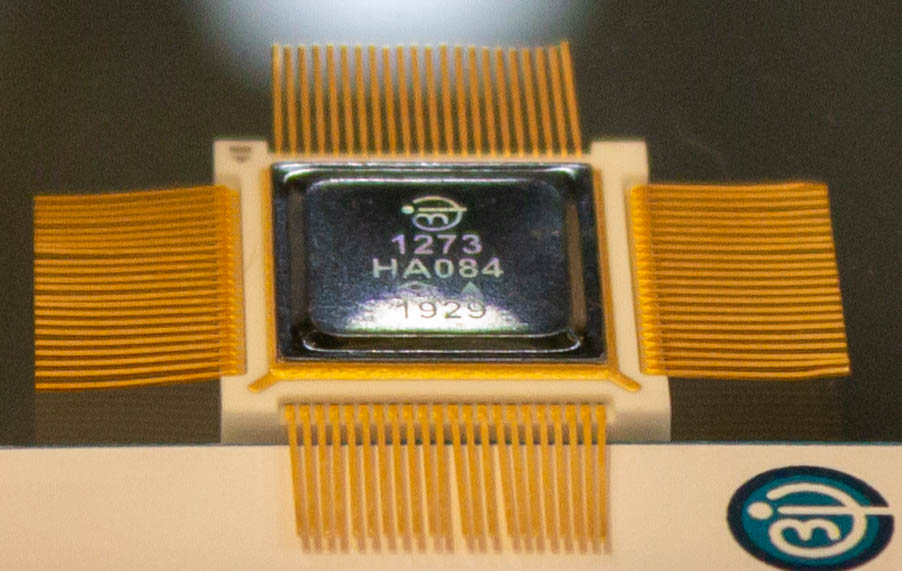
Цифро-аналоговый преобразователь 1273НА084

- Полевые транзисторы (FET, MOSFET);
- Полевые транзисторы с распределенным затвором (LDMOS);
- Нитрид-галлиевые транзисторы (GaN).

6. СВЧ-модули
Диапазон частот: от 0,15 до 3,1 ГГц;

Выходная мощность: от 0,5 от 2000Вт.